# Rio Cuniuá
Rio Cuniuá är ett vattendrag i Brasilien.   Det ligger i delstaten Amazonas, i den västra delen av landet, 2 300 km nordväst om huvudstaden Brasília.
I omgivningarna runt Rio Cuniuá växer i huvudsak städsegrön lövskog. Trakten runt Rio Cuniuá är nära nog obefolkad, med mindre än två invånare per kvadratkilometer.